# Lophocampa aenone
Lophocampa aenone là một loài bướm đêm thuộc phân họ Arctiinae, họ Erebidae.